# Giovanni Giacomo Sementi

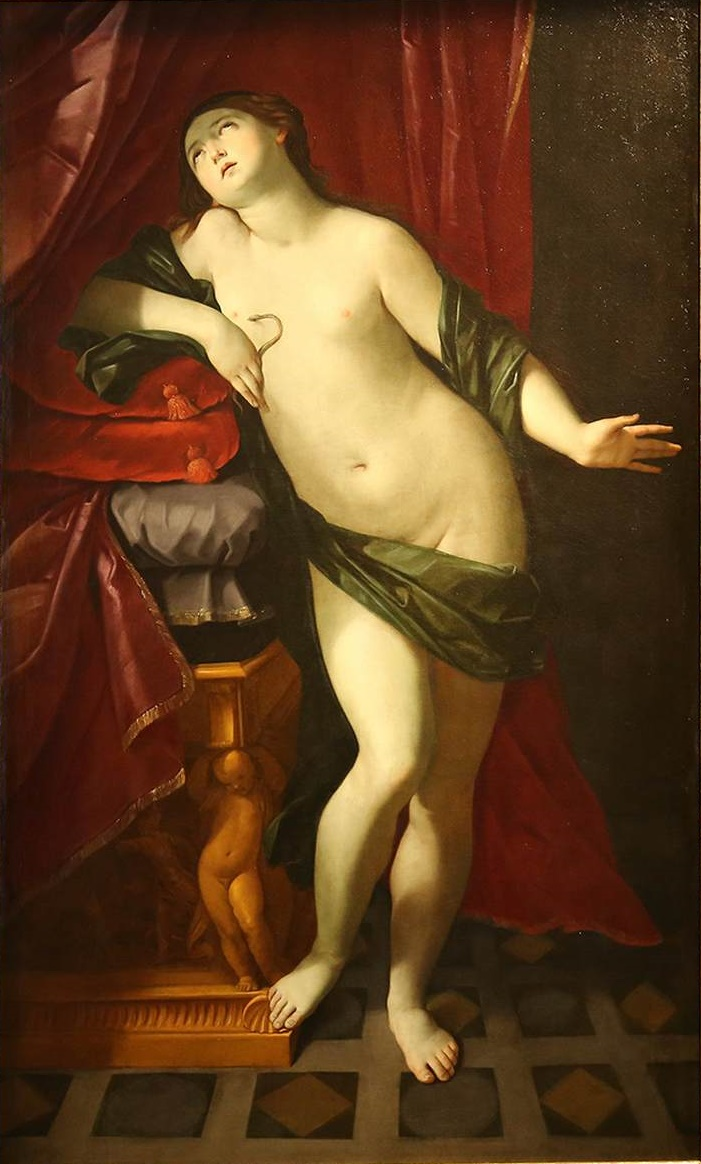
Cleopatra, óleo sobre lienzo, Turín, Galleria Sabauda.

Giovanni Giacomo Sementi o Semenza (Bolonia, 1583-Roma, c. 1638) fue un pintor barroco italiano.

## Biografía y obra
Discípulo primero de Denys Calvaert y posteriormente de Guido Reni, de quien llegaría a ser el más fiel intérprete y fiel seguidor de su estilo. Hacia 1624 se estableció en Roma, donde en febrero de 1625 se le menciona como pintor del duque Carlos Manuel I de Saboya y autor de una Alegoría de la Accademia degli Umoristi, que se reunía en el palacio Mancini en la vía del Corso. En Roma fue influido también por la pintura de Giovanni Lanfranco y, al menos desde 1633, tuvo como discípulo a Giacinto Brandi. Desde Roma trabajó para las iglesias de diversas localidades de los Estados Pontificios, en especial Veroli, donde en la iglesia de San Agustín se conserva una tela de altar con la Virgen con el Niño, san Pedro y san Carlos Borromeo. Según Giovanni Baglione pintó también al fresco en la linterna de la cúpula de la iglesia de San Carlo ai Catinari de Roma, aunque finalmente se prefirió traspasar la obra a Domenichino y, al óleo, en la Basílica de Santa María la Mayor.